# Khalid Lebhij
Khalid Lebhij est un footballeur marocain né le 27 décembre 1985 à Oujda au Maroc. Il évolue au poste de milieu de terrain.

## Carrière
- 2002-2008 :  Mouloudia Club d'Oujda  Maroc
- 2008-2008 :  Gloria Buzau  Roumanie (prêt de 6 mois juillet à fin novembre)
- 2008-2009 :  Mouloudia Club d'Oujda  Maroc
- 2009-2011 : Wydad de Casablanca  Maroc
- 2011-2012 : Fath Union Sport  Maroc
- 2012-2013 : Hassania Agadir  Maroc
- 2013-2014 :  Khaitan  Koweït
- 2014-2015 :  COD Meknès  Maroc[1]
- 2015-2015 :  Mouloudia Club d'Oujda  Maroc

## Palmarès
- Champion du Maroc en 2010 avec le Wydad de Casablanca